# José Enrique
José Enrique Sánchez Díaz, noto semplicemente come José Enrique (Valencia, 23 gennaio 1986), è un ex calciatore spagnolo, di ruolo difensore.

## Caratteristiche tecniche
Gioca prevalentemente come fluidificante sinistro, mettendo in mostra una spiccata attitudine per il cross e il passaggio lungo. La sua propensione per il gioco offensivo gli permette di essere schierato come ala vera e propria. Seppur carente nelle diagonali difensive, è dotato di buoni mezzi fisici, che lo aiutano nel corpo a corpo.

## Carriera
Inizia la sua avventura calcistica con il Levante nel 2004, all'età di 18 anni. Nella stagione 2005-2006 viene acquistato dal Valencia, dove non disputerà neanche un match, ma verrà girato al Celta Vigo. Qui debutta nella Liga e trova spazio giocando ben 14 partite, quasi tutte da titolare (12).
Nel giugno del 2006 viene acquistato dal Villarreal, contendendo il posto di terzino sinistro ad un ex-giocatore del Boca Juniors, Rodolfo Arruabarrena. Riesce a conquistare la maglia da titolare e aiuta la sua squadra a raggiungere la serie positiva di 8 vittorie consecutive che porta il Villarreal a raggiungere il 5º posto in classifica e quindi la qualificazione in Coppa UEFA.
Nell'agosto del 2007 viene acquistato dagli inglesi del Newcastle per circa dieci milioni di euro.
Il 12 agosto 2011 viene acquistato dal Liverpool per otto milioni di euro. Il giorno seguente fa il suo esordio con la nuova maglia, nel pareggio per 1-1 contro il Sunderland. Il 17 novembre 2012 realizza il suo primo gol con i Reds, nel match vinto per 3-0 contro il Wigan. Il 19 febbraio 2013 va nuovamente in rete, nella vittoria per 5-0 contro lo Swansea City. Il 9 maggio 2016 rescinde il suo contratto con il Liverpool, dopo aver collezionato solamente 20 presenze nelle ultime tre stagioni.
Il 7 settembre 2016 si unisce al Real Saragozza, club della Segunda División spagnola, firmando un contratto biennale.
Il 6 settembre 2017 annuncia il suo ritiro dal calcio giocato a causa di problemi cronici alle ginocchia.

## Palmarès

### Club

#### Competizioni nazionali
- Football League Championship: 1

Newcastle: 2009-2010
- Coppa di Lega inglese: 1

Liverpool: 2011-2012